# Alfonso Roca de Togores y Aguirre-Solarte
Alfonso de Roca Togores y Aguirre-Solarte (Madrid, 21 de marzo de 1864-Madrid, 31 de octubre de 1923) fue un político y aristócrata español, diputado y senador de las Cortes de la Restauración, gobernador civil de las provincias de Toledo y Zamora. Ostentó el título de marqués de Alquibla.

## Biografía
Nació en Madrid el 21 de marzo de 1864. El 2 de diciembre de 1890 se le otorgó el título de marqués de Alquibla. Resultó elegido diputado a Cortes por el distrito granadino de Órgiva en los comicios de 1891.
Fue progenitor, junto a María Angustias Pérez del Pulgar y Ramírez de Arellano, de Alfonso Roca de Togores y Pérez del Pulgar, nacido en 1892,  y de la poeta  María Teresa Roca de Togores y Pérez del Pulgar, nacida en 1905. Nombrado gobernador civil de la provincia de Toledo el 7 de marzo de 1899, ejerció el cargo desde el 13 de marzo hasta el 8 de junio de 1899, pasando entonces a ser senador. También desempeñó el cargo de gobernador civil de la provincia de Zamora en 1919. Falleció el 31 de octubre de 1923 en su ciudad natal.